# Çilhoroz, Çayırlı
Çilhoroz là một xã thuộc huyện Çayırlı, tỉnh Erzincan, Thổ Nhĩ Kỳ. Dân số thời điểm năm 2010 là 15 người.